# Ctenoneura mjoebergi
Ctenoneura mjoebergi är en kackerlacksart som beskrevs av Karlis Princis 1954. Ctenoneura mjoebergi ingår i släktet Ctenoneura och familjen Polyphagidae. Inga underarter finns listade i Catalogue of Life.